# L'Île aux cygnes
Pour les articles homonymes, voir Île aux cygnes.
Pour plus de détails, voir Fiche technique et Distribution.
L'Île aux cygnes (Insel der Schwäne) est un film est-allemand réalisé par Herrmann Zschoche, sorti en 1983. Il s'agit d'une adaptation du livre pour enfants homonyme de Benno Pludra (de).

## Fiche technique
- Titre original : Insel der Schwäne
- Titre français : L'Île aux cygnes[2]
- Réalisateur : Herrmann Zschoche
- Scénario : Gabriele Herzog (de), Ulrich Plenzdorf, Herrmann Zschoche d'après l'ouvrage de Benno Pludra (de)
- Photographie : Günter Jaeuthe (de)
- Montage : Erika Lehmphul
- Musique : Peter Gotthardt (de)
- Sociétés de production : Deutsche Film AG
- Pays de production :  Allemagne de l'Est
- Langue de tournage : allemand
- Format : Couleur - Son mono
- Durée : 85 minutes (1h25)
- Genre : Comédie dramatique
- Dates de sortie :
  - Allemagne de l'Est : 28 avril 1983
  - Allemagne de l'Ouest : 28 avril 1983

## Distribution
- Axel Sommerfeld (de) : Stefan
- Mathias Müller : Hubert
- Sven Martinek : Windjacke
- Britt Baumann : Rita
- Kerstin Reiseck : Anja
- Ursula Werner : la mère de Stefan
- Christian Grashof (de) : le père de Stefan
- Monika Lennartz (de) : Frau Meinelt
- Dietrich Körner (de) : Bremer
- Fritz Marquardt (de) : le pêcheur